# Boulevard de l'Yser (Paris)
Pour les articles homonymes, voir Boulevard de l'Yser.
Le boulevard de l’Yser est une voie du 17e arrondissement de Paris. 

## Origine du nom

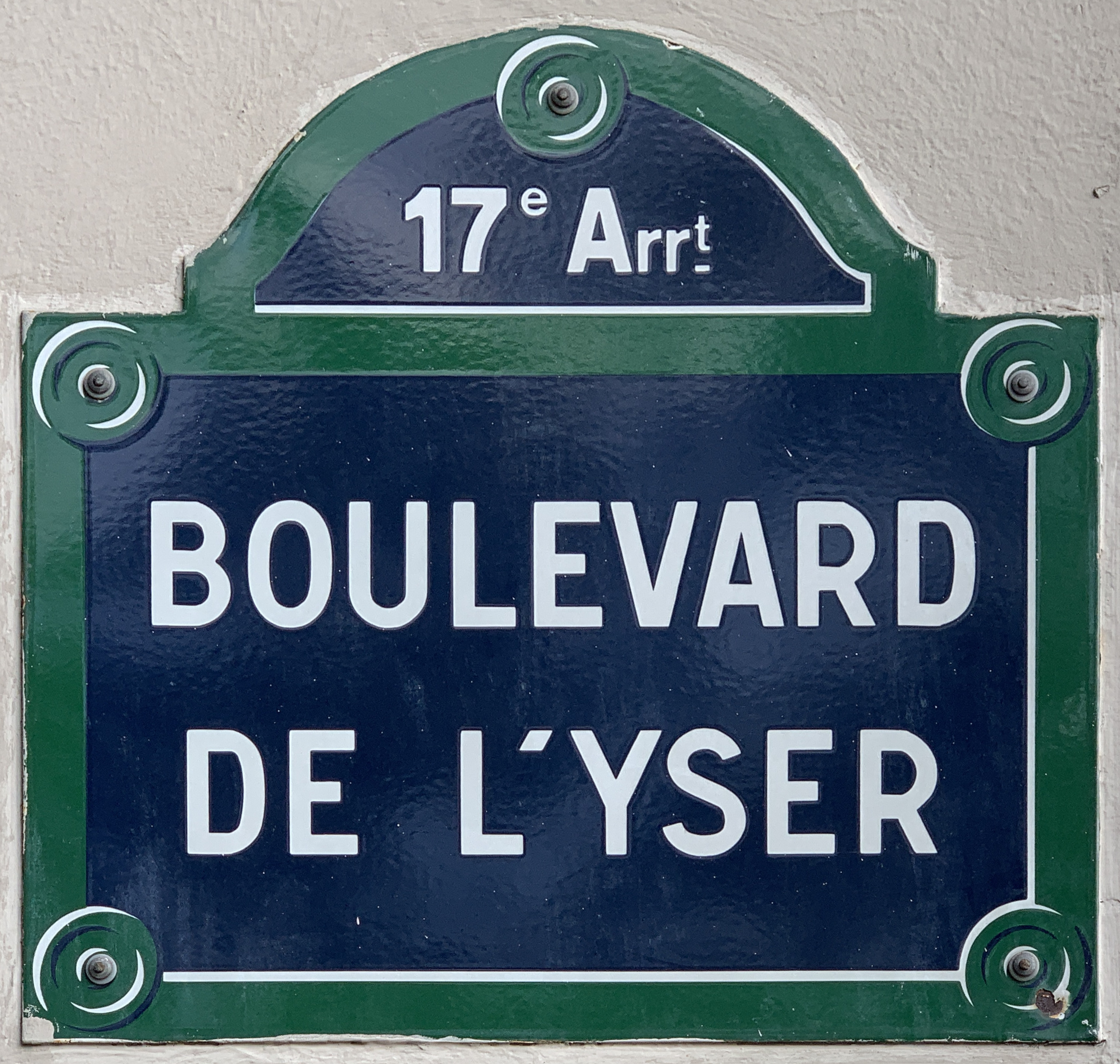
Plaque du boulevard.

L’origine de son nom renvoie au fleuve côtier de Belgique, l’Yser, sur les rives duquel se déroulèrent de violents combats pendant la Première Guerre mondiale.

## Historique
Ce boulevard est une section de l'ancienne route de la Révolte, également appelée chemin de grande communication no 16, qui était située autrefois pour partie sur le territoire de Levallois-Perret qui fut annexé à Paris par décret du 27 juillet 1930.
Elle porte son nom depuis un arrêté du 21 avril 1931.